# Гимаев, Ринат Фаритович
Ринат Фаритович Гимаев (род. 16 марта 1962, Уфа) — советский, российский хоккеист, защитник. Тренер.

## Биография
Старшие братья Ирек и Рашит также хоккеисты.
Воспитанник СК им. Салавата Юлаева (Уфа). Начинал играть за «Авангард» Уфа во второй лиге (1978/79 — 1980/81). В «Салавате Юлаеве» провёл 12 сезонов (1979/80 — 1990/91). Сезон 1991/92 провёл в команде «Итиль» Казань. После десятилетнего перерыва играл за «Сталь» (Аша, 2000/01 — 2002/03, вторая лига). Ещё через десять лет — за команду чемпионата Литвы «Деловая Русь» (Калининград).
Победитель хоккейного турнира зимней Универсиады (1989).
Тренер в школах «Янтарная звезда» (Калининград, до 2020 года), «Спартак Феникс» (2020/21 — СПб, 2021/22 — Калининград), «Запад России» (Калининград, с 2022).
Сын Вадим (2004 г. р.) — хоккеист.